# Mount Laurel (New Jersey)
Mount Laurel est un township situé dans l'État du New Jersey et le comté de Burlington, aux États-Unis. Il fait partie de l'agglomération de Philadelphie. Mount Laurel abrite le siège de la société de production de télévision NFL Films.

## Histoire
La municipalité Mount Laurel a été créée par une loi du New Jersey le 7 mars 1872. Elle provient d'une partition du canton d'Evesham. Le nom qui lui a été donné fait référence à une colline couverte de lauriers.
Plusieurs lieux présentent un intérêt historique comme le siège du général Clinton, la salle de réunion des amis Evesham, la chapelle de Jacob, l'école Hattie Britt, le Farmer's Hall ou Paulsdale, la maison natale d'Alice Paul.

## Géographie
Le Bureau du recensement des États-Unis indique que la ville couvre une superficie totale de 56,903 km2,.
Ramblewood est une localité constituant une unité statistique de Mount Laurel mais ce n'est pas une collectivité territoriale ; en 2010 elle comptait 5 907 habitants. Plusieurs autres localités sont situées dans le canton comme Birchfield, Bougher, Centerton, Colemantown, Coxs Corner, Fellowship, Hartford, Heulings Hill, Masonville, Saint-Pétersbourg, Pine Grove, Rancocas Woods et Texas.

## Démographie
D'après le recensement des États-Unis de 2010, la population de la ville s'élevait à 41 864 habitants, ce qui représentait une augmentation de + 4,1% par rapport aux 40 221 personnes recensées en l'an 2000,.